# Flachmatrizenpresse
Eine Flachmatrizenpresse ist eine Presse zur Herstellung von Pellets. Sie besteht im Wesentlichen aus einem Kollergang, dem Koller, der Königswelle und einer Lochmatrize (ein mit Löchern versehenes Metallwerkzeug, ein ähnliches Prinzip wie beim Fleischwolf). Sie bildet den Kern einer Pelletieranlage. Dabei werden die Produkte von den Kollern durch eine Matrize gedrückt und zu endlosen Strängen gepresst, die mit Messern in die gewünschte Teilchenlänge zerschnitten werden. Ein klassisches Produkt sind Pellets aus Hobel- und Sägespänen.